# Монарх новогвінейський
Монарх новогвінейський (Symposiachrus manadensis) — вид горобцеподібних птахів родини монархових (Monarchidae). Ендемік Нової Гвінеї.

## Поширення і екологія
Новогвінейські монархи живуть в рівнинних тропічних лісах Нової Гвінеї.